# Gerbert Hübsch
Gerbert Hübsch (* 13. März 1939 in Dresden) war von 1989 bis 2004 Richter am Bundesgerichtshof.

## Leben
Seine juristische Laufbahn begann Hübsch im Jahre 1969 als Gerichtsassessor in Hessen. 1970 wurde er Richter am Amtsgericht Frankfurt am Main, 1973 Richter am Oberlandesgericht Frankfurt am Main. Von 1975 bis 1977 war er als wissenschaftlicher Mitarbeiter an den Bundesgerichtshof und von 1977 bis 1979 an das Bundesverfassungsgericht abgeordnet.
Am 4. April 1989 wurde Hübsch zum Richter am Bundesgerichtshof ernannt. Er gehörte bis zu seiner Pensionierung am 31. März 2004 dem VIII. Zivilsenat an, seit April 2000 als dessen stellvertretender Vorsitzender.